# École nationale des auxiliaires médicaux
L’École Nationale des Auxiliaires Médicaux (ou ENAM) est située à Lomé au Togo. L'ENAM  abrite en particulier l'École d'orthèse de Lomé (EOL) et constitue une des pièces maîtresses dans l’organigramme de la santé publique du Togo.